# UXGA

UXGA (4:3) e WUXGA (16:10) in raffronto con altre risoluzioni standard.

La risoluzione UXGA (Ultra eXtended Graphics Array) è una risoluzione standard de facto che non è approvata ufficialmente da nessuna organizzazione. Spesso, specie in campo medico, i monitor con questa risoluzione vengono chiamati monitor da due mega pixel, ossia da 2 milioni di pixel, in quanto su un monitor con questa risoluzione troviamo 1 920 000 pixel. Raramente ci si riferisce a questa risoluzione con UGA.

## Risoluzione
Questa risoluzione è ideale sui monitor da 20" e 21" con rapporto d'aspetto di 4:3. È anche comune sui laptop di fascia alta, prodotti fino al 2007 con schermi LCD da 14" o 15". Ora, sugli stessi dispositivi, si preferisce la risoluzione WUXGA.
La risoluzione UXGA è anche la risoluzione più ampia visualizzabile con un'interfaccia analogica VESA VGA. 
| Risoluzione | Nome  | Utilizzo                                                 | rapporto d'aspetto |
| ----------- | ----- | -------------------------------------------------------- | ------------------ |
| 1600×1200   | UXGA  | Monitor PC, da 20" e 21", e Laptop 14" e 15"             | 4:3                |
| 1920×1200   | WUXGA | Monitor PC, da 23"-28", Laptop 15,4 e 17" e Tablet 10,1" | 16:10              |

## WUXGA
La risoluzione WUXGA (Widescreen Ultra eXtended Graphics Array) è una risoluzione standard de facto che non è approvata ufficialmente da nessuna organizzazione. Con 1920×1200 pixel i monitor che supportano questa risoluzione hanno 2 304 000 pixel e un rapporto d'aspetto di 16:10.
Pur essendo una risoluzione per PC, è anche molto adatta a vedere video in alta definizione 1080p disponibili in formato Blu-ray lasciando le 60 linee superiori e inferiori dell'immagini inutilizzate (i video in alta definizione 1080p hanno una risoluzione di 1920×1080 con rapporto d'aspetto di 16:9).
Sui monitor per PC si preferisce la risoluzione con rapporto d'aspetto 16:10, rispetto a 16:9, in quanto permette di visualizzare meglio due pagine di testo affiancate.
Questa risoluzione è adottata dai monitor LCD da 23"-28", dai laptop di fascia alta con schermi da 15,4" o 17" e dai tablet con display da 10" in su.
Per visualizzare questa risoluzione è necessaria una connessione video digitale Digital Visual Interface Single Link. Non è consigliabile utilizzare una connessione video analogica VESA VGA.